# 萨加达霍克县 (缅因州)
薩加達霍克县（英語：Sagadahoc County）是美国缅因州南部的一個縣，面積959平方公里，是全州面積最小的縣。根據2020年美國人口普查，共有人口36,699人。縣治巴斯（Bath）。該縣成立於1854年。縣名來自阿貝納基語對肯尼贝克河的舊稱，意思是「大河的河口」。